# Uladzimir Kazlou
Pour les articles homonymes, voir Vladimir Kozlov.
Uladzimir Kazlou (en biélorusse Уладзімір Казлоў, en russe Владимир Козлов), né le 20 avril 1985 à Vassilievitchy, est un athlète biélorusse, spécialiste du lancer de javelot.

## Biographie
Son record est de 82,86 m, réalisé en 2012 à Grodno. Il est finaliste lors des Jeux olympiques de Pékin, en 2008, avec alors un record personnel à 82,06 m.
Il remporte deux titres de champion de Biélorussie, le dernier en 2012. Il remporte la Coupe d'Europe hivernale des lancers 2016 à Arad.

## Palmarès
| Date | Compétition                          | Lieu      | Résultat | Marque  |
| ---- | ------------------------------------ | --------- | -------- | ------- |
| 2005 | Championnats d'Europe espoirs        | Erfurt    | 7e       | 72,81 m |
| 2008 | Coupe d'Europe hivernale des lancers | Split     | 4e       | 76,34 m |
| 2008 | Jeux olympiques                      | Pékin     | 8e       | 82,06 m |
| 2009 | Universiade                          | Belgrade  | 5e       | 78,29 m |
| 2010 | Championnats d'Europe par équipes    | Bergen    | 6e       | 77,15 m |
| 2013 | Championnats d'Europe par équipes    | Gateshead | 6e       | 77,44 m |
| 2016 | Coupe d'Europe hivernale des lancers | Arad      | 1er      | 79,34 m |

## Records
| Épreuve           | Performance | Lieu   | Date           |
| ----------------- | ----------- | ------ | -------------- |
| Lancer du javelot | 82,86 m     | Grodno | 6 juillet 2012 |